# Marguerite Roesgen-Champion
Marguerite Roesgen-Champion, née le 25 janvier 1894 à Genève et morte le 30 juin 1976 à Hyères, est une compositrice, pianiste et claveciniste suisse.

## Biographie
Marguerite Roesgen-Champion est née en 1894 à Genève. Sa mère est cantatrice et son père, bijoutier, est aussi flûtiste et compositeur amateur. Elle étudie au Conservatoire de Genève, notamment auprès de Marie Panthès. 
Après dix ans à enseigner en Suisse, elle s'installe, en 1926, à Paris. Elle y vit en tant que compositrice, pianiste et claveciniste. Elle compose des œuvres pour orchestre, des pièces pour clavecin et piano, ainsi que de la musique de chambre et des œuvres chorales,.
Elle joue plusieurs concertos pour piano de Mozart et de Haydn ainsi que des compositions pour clavecin de Jean-Henry d'Anglebert et Johann Christoph Friedrich Bach, ainsi que ses œuvres et des œuvres contemporaines, et participe au renouveau du clavecin.

## Œuvre
- Sonate pour flûte et clavier
- Conte bleu et or, piano à 4 mains
- Suite française pour flûte et harpe
- Domine ne in furore pour chœur mixte a cappella
- Valses pour piano
- Concert pour saxophone, clavecin et basson
- À la lune, chant flûte et piano
- Concerto grosso pour violon, violoncelle, clavecin et orchestre
- Suite pour clavecin et orchestre, créée le 26 mars 1933 à la salle Pleyel par la compositrice et l'Orchestre Symphonique de Paris dirigé par Pierre Monteux.
- Pannyre aux talons d'or, flûte traversière, harpe et voix.